# Shaftsbury
Shaftsbury är en kommun (town) i Bennington County i delstaten Vermont i USA. Vid folkräkningen år 2000 bodde 3 767 personer på orten. Den har enligt United States Census Bureau en area på totalt 111,8 km² varav 0,2 km² är vatten. 